# Luan Garcia Teixeira
Luan Garcia Teixeira, meglio noto solo come Luan o anche Luan Garcia (Vitória, 10 maggio 1993), è un calciatore brasiliano, difensore del Toluca.

## Caratteristiche tecniche
È un difensore centrale.

## Carriera

### Nazionale
Nel 2013 è stato convocato dal Brasile Under-20 per disputare il Campionato sudamericano, collezionando 4 presenze.
Viene convocato per le Olimpiadi 2016 in Brasile.

## Statistiche

### Presenze e reti nei club
Statistiche aggiornate al 26 maggio 2025.
| Stagione             | Squadra              | Campionato           | Campionato | Campionato | Coppe nazionali | Coppe nazionali | Coppe nazionali | Coppe continentali | Coppe continentali | Coppe continentali | Altre coppe | Altre coppe | Altre coppe | Totale | Totale |
| Stagione             | Squadra              | Comp                 | Pres       | Reti       | Comp            | Pres            | Reti            | Comp               | Pres               | Reti               | Comp        | Pres        | Reti        | Pres   | Reti   |
| -------------------- | -------------------- | -------------------- | ---------- | ---------- | --------------- | --------------- | --------------- | ------------------ | ------------------ | ------------------ | ----------- | ----------- | ----------- | ------ | ------ |
| 2012                 | Vasco da Gama        | A                    | 4          | 1          | CB              | 0               | 0               | -                  | -                  | -                  | -           | -           | -           | 4      | 1      |
| 2013                 | Vasco da Gama        | A/RJ+A               | 2+9        | 0+0        | CB              | 1               | 0               | -                  | -                  | -                  | -           | -           | -           | 12     | 0      |
| 2014                 | Vasco da Gama        | A/RJ+B               | 18+25      | 0+0        | CB              | 4               | 0               | -                  | -                  | -                  | -           | -           | -           | 47     | 0      |
| 2015                 | Vasco da Gama        | A/RJ+A               | 16+25      | 4+0        | CB              | 3               | 0               | -                  | -                  | -                  | -           | -           | -           | 44     | 4      |
| 2016                 | Vasco da Gama        | A/RJ+B               | 16+28      | 1+5        | CB              | 6               | 1               | -                  | -                  | -                  | -           | -           | -           | 50     | 7      |
| gen.-apr.2017        | Vasco da Gama        | A/RJ+A               | 6+0        | 0+0        | CB              | 2               | 0               | -                  | -                  | -                  | -           | -           | -           | 8      | 0      |
| Totale Vasco da Gama | Totale Vasco da Gama | Totale Vasco da Gama | 58+91      | 5+6        |                 | 16              | 1               |                    | -                  | -                  |             | -           | -           | 165    | 12     |
| 2017                 | Palmeiras            | A                    | 19         | 1          | CB              | 0               | 0               | CL                 | 2                  | 0                  | -           | -           | -           | 21     | 1      |
| 2018                 | Palmeiras            | A1/SP+A              | 2+16       | 0+2        | CB              | 0               | 0               | CL                 | 4                  | 1                  | -           | -           | -           | 22     | 3      |
| 2019                 | Palmeiras            | A1/SP+A              | 6+20       | 1+0        | CB              | 2               | 0               | CL                 | 7                  | 0                  | -           | -           | -           | 35     | 1      |
| 2020                 | Palmeiras            | A1/SP+A              | 6+26       | 0+0        | CB              | 4               | 0               | CL                 | 8                  | 0                  | -           | -           | -           | 44     | 0      |
| 2021                 | Palmeiras            | A1/SP+A              | 6+26       | 0+1        | CB              | 2               | 0               | CL                 | 11                 | 0                  | RS+SB+CmC   | 2+1+2       | 0+0+0       | 50     | 1      |
| 2022                 | Palmeiras            | A1/SP+A              | 3+16       | 1+0        | CB              | 0               | 0               | CL                 | 4                  | 0                  | RS+CmC      | 0+2         | 0+0         | 25     | 1      |
| 2023                 | Palmeiras            | A1/SP+A              | 4+23       | 0+1        | CB              | 6               | 0               | CL                 | 7                  | 0                  | SB          | 1           | 0           | 41     | 1      |
| gen.-lug. 2024       | Palmeiras            | A1/SP+A              | 14+3       | 0+0        | CB              | 1               | 0               | CL                 | 3                  | 0                  | SB          | 0           | 0           | 21     | 0      |
| Totale Palmeiras     | Totale Palmeiras     | Totale Palmeiras     | 41+149     | 2+5        |                 | 15              | 0               |                    | 46                 | 1                  |             | 8           | 0           | 259    | 8      |
| 2024-2025            | Toluca               | PD                   | 29+8       | 2+2        | -               | -               | -               | -                  | -                  | -                  | LC          | 4           | 0           | 41     | 4      |
| 2025-2026            | Toluca               | PD                   | 1          | 0          | -               | -               | -               | -                  | -                  | -                  | CdC+LC      | 1+0         | 0+0         | 2      | 0      |
| Totale Toluca        | Totale Toluca        | Totale Toluca        | 30+8       | 2+2        |                 | -               | -               |                    | -                  | -                  |             | 5           | 0           | 43     | 4      |
| Totale carriera      | Totale carriera      | Totale carriera      | 377        | 22         |                 | 31              | 1               |                    | 46                 | 1                  |             | 13          | 0           | 467    | 24     |

| Cronologia completa delle presenze e delle reti in nazionale ― Brasile olimpica | Cronologia completa delle presenze e delle reti in nazionale ― Brasile olimpica | Cronologia completa delle presenze e delle reti in nazionale ― Brasile olimpica | Cronologia completa delle presenze e delle reti in nazionale ― Brasile olimpica | Cronologia completa delle presenze e delle reti in nazionale ― Brasile olimpica | Cronologia completa delle presenze e delle reti in nazionale ― Brasile olimpica | Cronologia completa delle presenze e delle reti in nazionale ― Brasile olimpica | Cronologia completa delle presenze e delle reti in nazionale ― Brasile olimpica |
| Data                                                                            | Città                                                                           | In casa                                                                         | Risultato                                                                       | Ospiti                                                                          | Competizione                                                                    | Reti                                                                            | Note                                                                            |
| ------------------------------------------------------------------------------- | ------------------------------------------------------------------------------- | ------------------------------------------------------------------------------- | ------------------------------------------------------------------------------- | ------------------------------------------------------------------------------- | ------------------------------------------------------------------------------- | ------------------------------------------------------------------------------- | ------------------------------------------------------------------------------- |
| 10-8-2016                                                                       | Salvador                                                                        | Danimarca olimpica                                                              | 0 – 4                                                                           | Brasile olimpica                                                                | Olimpiadi 2016 - 1°turno                                                        | -                                                                               | 83’                                                                             |
| 17-8-2016                                                                       | Rio de Janeiro                                                                  | Brasile olimpica                                                                | 6 – 0                                                                           | Honduras olimpica                                                               | Olimpiadi 2016 - Semifinale                                                     | -                                                                               | 58’                                                                             |
| Totale                                                                          |                                                                                 | Presenze                                                                        | 2                                                                               |                                                                                 | Reti                                                                            | 0                                                                               |                                                                                 |

## Palmarès

### Club

#### Competizioni statali
- Campionato Carioca: 1

Vasco da Gama: 2015

#### Competizioni nazionali
- Coppa del Brasile: 1

Vasco da Gama: 2011
- Campionato brasiliano: 3

Palmeiras: 2018, 2022, 2023
- Supercoppa del Brasile: 1

Palmeiras: 2023
- Campionato messicano: 1

Toluca: 2024-2025 (Clausura)
- Campeon de Campeones: 1

Toluca: 2025

#### Competizioni internazionali
- Coppa Libertadores: 2

Palmeiras: 2020, 2021

### Nazionale
- Oro olimpico: 1

Rio de Janeiro 2016